# Hamid Mir

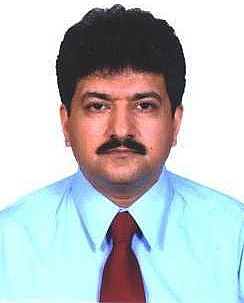
Hamid Mir

Hamid Mir (* 23. Juli 1966 in Lahore) ist ein pakistanischer Journalist, Nachrichtensprecher und Autor. In Lahore zu einer journalistischen Familie geboren, arbeitete Mir zunächst als Journalist mit pakistanischen Zeitungen und moderierte die politische Talkshow Capital Talk auf Geo News.

## Leben
Hamid Mir wurde 1966 in Lahore geboren. Seinen Master erwarb er 1989 in Kommunikation von der Universität Punjab. Seine journalistische Karriere begann Mir 1987 für die pakistanische Tageszeitung  Daily Jang. Mir wurde im Zusammenhang mit seinem kritischen Artikel über Ghulam Ishaq Khan, der die Regierung von Benazir Bhutto auflösen wollte, entführt und bedroht.
1994 deckte Mir einen Skandal in der Pakistan Navy auf. Asif Ali Zardari war laut seinen Recherchen auch im Skandal involviert. Hamid Mir verlor daraufhin seine Anstellung bei Jang. Mir fand 1996 eine Anstellung als jüngster Journalist in der Geschichte der Tageszeitung Daily Pakistan in Islamabad. Er verlor diese Anstellung aber 1997 wieder, weil er in einem Artikel über die Korruption von Nawaz Sharif berichtete. 2001 recherchierte Mir über Osama bin Laden und führte insgesamt 3 Interviews mit ihm.
In seinen Recherchen fand Mir heraus, dass der von den USA unterstützte Northern Alliance Führer Hazrat Ali durch Bestechung Bin Laden ein sicheres Versteck zur Verfügung stellte. 2002 trat Mir dem pakistanischen Sender GEO TV bei und moderierte die Talkshow Capital Talk Die Sendung führte zu einer Steigerung der Popularität von GEO TV, weil Politiker aus beiden Lagern in der Sendung über die aktuelle politische Situation in Pakistan debattierten. Außerdem hat Mir eine Biographie über Bin Laden veröffentlicht und Interviews mit Condoleezza Rice, Tony Blair und L K Advani geführt.
Mir wurde während seiner journalistischen Arbeit im Libanonkrieg 2006 in Beirut durch die Hisbollah festgenommen. Ihm wurde vorgeworfen, ein israelischer Spion zu sein. Mir wurde später freigelassen. Bei Protesten gegen den Chief Justice 2007 Iftikhar Muhammad Chaudhry wurde Mir von der Polizei in seinem Büro in Islamabad festgenommen. Der damalige Präsident Pervez Musharraf entschuldigte sich später bei Mir in seiner Talkshow. Mir wurde 2008 durch die pakistanische Aufsichtsbehörde gesperrt und Mir ging auf die Straße, um seine Show abzuhalten. In der Washington Post erschien ein Artikel dazu. Mir wurde 2008 erneut durch die pakistanische Regierung gesperrt. Mir hat auch eine investigative Dokumentation zum Tod von Benazir Bhutto veröffentlicht, die 2008 auf Geo TV gezeigt wurde.
Mir tritt häufig als Gast bei ABC, CNN im indischen Fernsehen auf. Hamid Mir warf in einem Interview der Al-Qaida vor, Kofferbomben nach Europa geschmuggelt zu haben. Außerdem meinte er, dass sich die Kofferbomben schon länger im Besitz der Al-Qaida befinden. Die Kofferbomben waren nach Angaben von Mir für Anschläge in London, Paris und Kalifornien vorgesehen.